# George Clinton (viceprezident)
George Clinton (26. července 1739 Little Britain, New York – 20. dubna 1812 Washington, D.C.) byl americký právník, voják a politik. V letech 1805–1812 byl viceprezidentem USA a prvním guvernérem státu New York (1777–1795 a 1801–1804).
Prohrál prezidentské volby 1808. Neměl dobrý vztah s prezidentem Jamesem Madisonem, přesto byl jeho viceprezidentem od 4. března 1809 až do své smrti 20. dubna 1812. V této funkci jako předseda Senátu rozhodl svým hlasem proti prodloužení statutu První banky Spojených států.
Zemřel 20. dubna 1812 v době druhého mandátu. Stal se tak prvním viceprezidentem, který zemřel v úřadě.